# Municipio de Waterloo (Indiana)
El municipio de Waterloo (en inglés: Waterloo Township) es un municipio ubicado en el condado de Fayette en el estado estadounidense de Indiana. En el año 2010 tenía una población de 607 habitantes y una densidad poblacional de 13,67 personas por km².

## Geografía
Según la Oficina del Censo de los Estados Unidos, tiene una superficie total de 44.42 km², de la cual 44,42 km² corresponden a tierra firme y (0 %) 0 km² es agua.

## Demografía
Según el censo de 2010, había 607 personas residiendo en el municipio de Waterloo. La densidad de población era de 13,67 hab./km². De los 607 habitantes, el municipio de Waterloo estaba compuesto por el 98,35 % blancos, el 0,33 % eran asiáticos, el 0,33 % eran de otras razas y el 0,99 % eran de una mezcla de razas. Del total de la población el 1,48 % eran hispanos o latinos de cualquier raza.